# Saidul Ajaib
Saidul Ajaib (ook gespeld als Saiyad-ul-Ajaib) is een census town in het district Zuid-Delhi van het Indiase unieterritorium Delhi.

## Demografie
Volgens de Indiase volkstelling van 2001 wonen er 14.075 mensen in Saidul Ajaib, waarvan 60% mannelijk en 40% vrouwelijk is. De plaats heeft een alfabetiseringsgraad van 67%.